# Noyori
noyori は、日本のシンガー。NHKのど自慢グランドチャンピオン。

## 来歴
2000年 noyori feat.LITTLE「絶頂 dive to your heart」リリース。
TV番組「未来日記IX」主題歌『Secret Love〜秘密的恋情〜』でソニー・ミュージックよりメジャーデビュー。
2007年、”noyori”から、”さくら”に歌手名を変更「寂しよ聞き分けなさい/ハートブルース」で再デビュー。
2017年6月、「ノヨリダ」結成。
2018年　歌手活動休止
2025年3月　「noyori」として歌手復帰
2025年6月　オペラ「カルメン」の物語をベースに、ビゼーの名曲とオリジナル楽曲で描く、新作バレエミュージカル『カルメン』に歌手として出演。